# Casa Espanyolet
La Casa Espanyolet és una casa d'Escunhau al municipi de Vielha e Mijaran (Vall d'Aran) inclosa a l'Inventari del Patrimoni Arquitectònic de Catalunya.

## Descripció
És una casa d'estructura rectangular, de dues plantes i "humarau", definits per finestres i "lucanes", respectivament. La coberta de dues aigües, amb teulada de pissarra, presenta la "Capièra" paral·lela a la façana, ambdues orientades a llevant. La porta d'accés és de fàbrica, blocs de pedra tallada en els muntants i llinda monolítica, aixoplugada per una mena de guardapols (vegeu). A l'extrem dret de la façana destaca una petita fornícula que conformen un pedestal amb motllures en relleu, en la base, i blocs de pedra rectangulars en la resta del marc. En el seu interior alberga la tala en fusta de Sant Martí. Sobre el guardapols una pedra duu pintat LAN/180.-